# مزرعة شبيل
مزرعة شبيل أو شبيل هي إحدى القرى اللبنانية من قرى قضاء جزين في محافظة الجنوب.